# 阿里茲河
阿里茲河（法語：Arize，法語發音：[aʁiz]）是法國的河流，位於南部-比利牛斯，屬於加龍河的右支流，河道全長84公里，流域面積476平方公里，平均流量每秒5.4立方米，發源自比利牛斯山，河口處在卡尔博讷。

## 外部連結
- http://www.geoportail.fr （页面存档备份，存于）
- Sandre数据库中的阿里茲河 （页面存档备份，存于）